# Santa Cruz de los Cáñamos
Santa Cruz de los Cáñamos là một đô thị thuộc Ciudad Real, Castile-La Mancha, Tây Ban Nha. Đô thị này có dân số là 650.

## Dân số
| 1991 | 1996     | 2001 | 2004 |
| ---- | -------- | ---- | ---- |
| 668  | 4.795??? | 666  | 638  |